# Diogo Mainardi
Diogo Briso Mainardi (São Paulo, 22 de setembro de 1962) é um escritor, produtor, roteirista de cinema e colunista brasileiro. Tornou-se um nome conhecido no Brasil principalmente devido à sua coluna semanal na Revista VEJA, onde escrevia críticas à sociedade brasileira e às tendências políticas em geral. É um crítico constante de governos de esquerda, em particular o governo de Luiz Inácio Lula da Silva, sobre quem escreveu o livro Lula É Minha Anta, que reúne uma coletânea de crônicas sobre o escândalo do mensalão publicadas pelo autor na VEJA. É irmão do cineasta Vinícius Mainardi, falecido em abril de 2021.
É também o fundador do portal O Antagonista. Em maio de 2018, Mainardi passava a escrever novamente colunas semanais, dessa vez para a Revista Crusoé. Em 10 de setembro de 2022, o jornalista deixou de escrever e redatar no portal, apenas se tornando sócio do periódico. Foi integrante fixo da bancada do programa Manhattan Connection entre 2003 e 2021, e depois de 2023 a 2024.

## Biografia
Filho do publicitário Enio Mainardi, seus pais moravam num kibutz em Israel e retornaram ao Brasil pouco antes do seu nascimento. Diogo viveu mais de catorze anos em Veneza, na Itália. Depois, mudou-se para o Rio de Janeiro, mas voltou a morar na Itália.
Antes de morar em Veneza, ingressou na London School of Economics, mas só concluiu o primeiro ano. Em 1980, na cidade de Londres, na Inglaterra, conheceu Ivan Lessa, a quem considera, ao lado de Paulo Francis, seu mentor.  Segundo o próprio Mainardi, ele abandonou os estudos universitários para poder ler os livros  que Ivan Lessa lhe emprestava.
Mudou-se então para a Itália, onde se casou com uma italiana, com quem hoje tem dois filhos. O primeiro, devido a um erro médico no parto, sofre de paralisia cerebral, o que obrigou Mainardi a voltar a morar no Brasil, na cidade de Rio de Janeiro.
Após a apresentação midiática do exoesqueleto na abertura da Copa do Mundo por Miguel Nicolelis, ao custo de R$ 33 milhões de verba pública, Mainardi apontou que o princípio do exoesqueleto já havia sido validado e demonstrado. Um dos principais questionamentos recaíram sobre o que foi prometido por Nicolelis e o que foi efetivamente apresentado, uma vez que o projeto recebeu 33 milhões de reais do Governo Federal sem edital. Nicolelis, em resposta a esta observação de Mainardi, tentou desqualificar o jornalista, acusando-o de 'desinformado'
Ainda em Veneza, ao trabalhar como colunista de Veja, tornou-se um forte crítico do governo do Partido dos Trabalhadores (PT), em especial, do ex-presidente Lula. Em sua coluna na revista, Mainardi tece comentários polêmicos, na maior parte das vezes dirigidos à classe política em geral: "Brasil não tem partido de direita, de esquerda, de nada, tem um bando de salafrários que se reúnem pra roubar juntos."
Diogo Mainardi foi citado em um telegrama diplomático americano vazado pelo WikiLeaks e intitulado "10RIODEJANEIRO32", que menciona um "almoço reservado" no dia 2 de fevereiro de 2010, onde ele teria se encontrado com o cônsul norte-americano do Rio de Janeiro. Segundo o documento, na ocasião Diogo disse que sua coluna propondo Marina Silva como a candidata ideal a vice na chapa de José Serra nas eleições presidenciais daquele ano foi baseada em um almoço entre ele e o então pré-candidato à presidência, que teria dito que Marina era sua "companheira de chapa dos sonhos".
Mainardi afirma ser ateu. Faz críticas frequentes à religião e ao misticismo em geral, apresentando-se sempre como cético.

## Trabalhos

### A coluna emVeja
No início de sua coluna semanal em Veja, em 1999, os temas principais de Mainardi eram Literatura e Arte. Passou três anos escrevendo sobre cultura. Em 2002 abandonou o tema e passou a tratar de política e economia.
O texto simbólico indicativo dessa mudança é "A cultura me deprime", um resumo de suas impressões sobre a cultura: "As páginas de cultura não forneceram um único assunto que valesse dez minutos de conversa despretensiosa, numa mesa de restaurante. O ambiente cultural se acostumou à ideia de que não tem nada de relevante para acrescentar à realidade. Esse papel passou a ser cumprido sobretudo pelos economistas, que cultivam o gosto pela polêmica e pelo paradoxo, gerando as melhores discussões na sociedade. Quanto à cultura, tornou-se um blefe."

### Programa de TV
Mainardi integra a equipe de apresentadores do programa dominical Manhattan Connection, que foi transmitido pelo canal de TV por assinatura Globo News (anteriormente pelo GNT) até novembro de 2020 e atualmente compõe a grade do BM&C News. Desde sua entrada em 2003, Mainardi apenas ficou fora no ano de 2022 após pedir demissão do programa em 2021. Ele reintegrou o programa quando foi reestreado em novembro de 2023.

### Roteiros para o cinema
Como roteirista, escreveu 16060 (1995) e Mater Dei (2000),  filmados por seu irmão, o cineasta Vinícius Mainardi. Segundo Mainardi, seu filme não usou verba pública: Mater Dei foi custeado pelos próprios irmãos Mainardi e pelo empresário brasileiro João Paulo Diniz. Os protagonistas do filme são Carolina Ferraz, Dan Stulbach e Gabriel Braga Nunes.

### Obra bibliográfica
- Malthus (1989), pelo qual ganhou o Prêmio Jabuti em 1990;[26]
- Arquipélago (1992);
- Polígono das Secas (1995), onde questiona os mitos sertanejos e a literatura brasileira neles baseada.
- Contra o Brasil (1998), que traz como protagonista Pimenta Bueno, um anti-herói que percorre o livro de ponta a ponta repetindo frases de figuras históricas reais que proferiram as mais diversas imprecações contra o Brasil.
- A Tapas e Pontapés (2004);
- Lula É Minha Anta (2007);
- A Queda (2012). Nesse livro ele conta a história de seu filho Tito, que sofre de paralisia cerebral devido a um erro médico durante o parto.

Diogo também traduziu Le città invisibili ("As cidades invisíveis"), de Ítalo Calvino, Como Faço o que Faço e Talvez Inclusive o Porquê, de Gore Vidal, e Um Punhado de Pó, de Evelyn Waugh.

### Rádio
Mainardi participou da Cobertura da Copa do Mundo 2010, na África do Sul, fazendo comentários na Rede Jovem Pan.

### Internet
Desde 1º de janeiro de 2015 Mainardi dedica-se a um website informativo e opinativo sobre política e economia chamado O Antagonista, fundado por ele e Mario Sabino.

## Estilo
Em seus textos, Mainardi tenta unir temas aparentemente díspares a fim de enriquecer a narrativa e explicitar seus argumentos. Como, por exemplo, em "Corra, Diogo, corra!", em que Mainardi combina o cantor Caetano Veloso, a bomba nuclear iraniana e o renascentista Ticiano com análises técnicas de investimentos na bolsa de valores para concluir, inesperadamente: "Se o investimento der certo, nunca mais farei um artigo. Se der errado, terei de me transformar num colunista baiano."
Mainardi é ciente da parcela de artificialidade do procedimento. Tanto que, já pelos idos de agosto de 2000, escreveu "A ilusão de significado", texto em que se utiliza escancaradamente do expediente. Logo no primeiro parágrafo, elenca os temas da crônica, aparentemente sem qualquer relação aparente: "Nem sei por onde começar: Edgar Allan Poe, hambúrgueres de frango, Mobutu, o sequestrador filipino ou embriões humanos. Talvez seja melhor começar com o senador Joseph Lieberman, candidato à vice-presidência dos Estados Unidos pelo Partido Democrata."  E, após discorrer sobre todos eles, explicitando as imprevistas relações ocultas, conclui, mas não sem a devida ironia: "O tempo todo somos bombardeados por notícias. Com um pouco de sorte, elas acabam estabelecendo conexões em nossa cabeça, o que gera uma ilusão de significado, como aconteceu comigo nesta semana. Por falta de espaço, só não consegui falar sobre o sequestrador filipino, mas juro que tinha a ver com Poe."
Voltaire e Jonathan Swift são autores recorrentes em sua obra. Sobre o segundo, já disse: "Não sei, não, mas, se me perguntassem, eu diria que é o maior escritor de todos os tempos. (…) representa o elo perdido da literatura. O caminho que esta poderia ter tomado e não tomou." E, sobre o primeiro, não foi menos exaltado no título de seu texto de 1995: "Furacão libertário".
Ao descrever estes autores, Mainardi costuma ressaltar as qualidades que refletem características de seu próprio estilo. Sobre Voltaire: "A sua ironia mordaz não se reduz a inofensivas tiradas de efeito ou jogos de palavras. É muito mais cruel, (…) a destruição lógica dos mitos através da leitura atenta dos próprios mitos." Sobre Swift: "O estilo paródico (…), a lógica alucinada (…), não interessa profundidade psicológica, ambiguidade de caráter e questionamento da alma humana. (…) nos considera muito mais rudimentares (…), previsíveis."

## Polêmicas
Em 2014, ele foi um dos citados na Lista negra do PT, nome por qual ficou conhecida uma lista de citados em um artigo do então vice-presidente do Partido dos Trabalhadores, Alberto Cantalice, intitulado como "A desmoralização dos pitbulls da grande mídia", em que, além de Mainardi, tinha Danilo Gentili, Lobão, Arnaldo Jabor, Marcelo Madureira, Guilherme Fiuza e Demétrio Magnoli chamando-os de "elitistas e os acusando de serem contra os pobres e de fomentarem ódio".
Em 27/10/2014, numa entrevista no programa Manhattan Connection, ao comentar sobre a reeleição de Dilma Rousseff como Presidente da República, o jornalista se referiu ao povo da região Nordeste do Brasil como "retrógrados", "governistas", "subalternos" e "bovinos":

"Essa eleição é a prova de que o Brasil ficou no passado. Não é Bolsa Família, não é marquetagem. O Nordeste sempre foi retrógrado, sempre foi governista, sempre foi bovino, sempre foi subalterno durante a ditadura militar, depois com o reinado do PFL e agora com o PT. É uma região atrasada, pouco educada, pouco instruída, que tem uma grande dificuldade para se modernizar na linguagem. A imprensa livre só existe da metade do Brasil para baixo. Tudo que representa a modernidade tá do outro lado"

Diogo Mainardi, Manhattan Connection, 27/10/2014
Apesar do teor e escopo de sua fala, o jornalista pediu desculpas posteriormente alegando não ter querido "culpar a vítima da manipulação e sim quem a pratica".
Ainda na mesma entrevista, Diogo Mainardi afirmou que vota pelo grande empresariado brasileiro e que "naquele momento se sentia mais paulista do que brasileiro", pelo eleitorado de São Paulo ter tido um percentual de 66% de votos contra a candidata à reeleição.
Em 2021, em entrevista para o programa Manhattan Connection, o advogado Antônio Carlos de Almeida Castro foi xingado por Mainardi. O xingamento foi censurado por um bipe, e cortado da versão disponibilizada no YouTube. Seis dias após o incidente, Mainardi pediu demissão do programa, de modo a "preservá-lo", em suas próprias palavras. Ao informar seu pedido de demissão no site Antagonista, Mainardi concluiu o seu texto novamente xingando o Antônio Carlos.